# Episodi di Crazy Like a Fox (prima stagione)
La prima stagione della serie televisiva Crazy Like a Fox è stata trasmessa in anteprima negli Stati Uniti d'America dalla CBS tra il 30 dicembre 1984 e il 7 aprile 1985.
| nº | Titolo originale         | Titolo italiano | Prima TV USA     | Prima TV Italia |
| -- | ------------------------ | --------------- | ---------------- | --------------- |
| 1  | Pilot                    |                 | 30 dicembre 1984 |                 |
| 2  | Turn of the Century Fox  |                 | 6 gennaio 1985   |                 |
| 3  | Premium for Murder       |                 | 13 gennaio 1985  |                 |
| 4  | ...Till Death Do Us Part |                 | 20 gennaio 1985  |                 |
| 5  | Motor Homicide           |                 | 3 febbraio 1985  |                 |
| 6  | Wanted Dead and Alive    |                 | 17 febbraio 1985 |                 |
| 7  | Bum Tip                  |                 | 24 febbraio 1985 |                 |
| 8  | Fox Hunt                 |                 | 3 marzo 1985     |                 |
| 9  | The Geronimo Machine     |                 | 10 marzo 1985    |                 |
| 10 | Fox in Wonderland        |                 | 17 marzo 1985    |                 |
| 11 | Fox and Hounds           |                 | 24 marzo 1985    |                 |
| 12 | Suitable for Framing     |                 | 31 marzo 1985    |                 |
| 13 | The Man Who Cried Fox    |                 | 7 aprile 1985    |                 |